# Freddie Fields
Fred „Freddie“ Fields (* 12. Juli 1923 in Ferndale, New York als Fred Feldmann; † 11. Dezember 2007 in Beverly Hills, Kalifornien) war ein US-amerikanischer Hollywoodagent und Filmproduzent.

## Leben
Fred Fields stammt aus einer eingewanderten jüdischen Familie, die kurz nach der Emigration ihren ursprünglichen Familiennamen Feldmann in Fields änderte. Fred war der 18 Jahre jüngere Bruder des Musikers Shep Fields. Die Familie zog noch vor der Geburt Freds aus New York City in die Catskill Mountains, wo der Familienvater Jack mit dem Queen Mountain House ein eigenes Hotel betrieb, in dem Stars wie Al Jolson und Eddie Cantor auftraten. Als der Vater schließlich 1929 während der Great Depression verstarb, musste die Mutter mit ihren Kindern von Stadt zu Stadt ziehen und in unterschiedlichsten Jobs arbeiten, um die Familie über Wasser zu halten. Der junge Fields selbst arbeitete dabei in mehreren Hilfsjobs. Seinen Militärdienst leistete er später in der United States Navy ab.
1969 gründete Fields gemeinsam mit Barbra Streisand, Sidney Poitier, und Paul Newman die Produktionsfirma First Artists. Mit Zwei Haudegen auf Achse, Sandkastenspiele und Das war Roy Bean und Steve McQueens Actionfilm Getaway wurden 1972 die ersten drei Spielfilme für Warner Bros. veröffentlicht. Der Western Ich, Tom Horn wurde 1980 der letzte Film, bevor die Produktionsfirma abgewickelt wurde. Anfang der 1980er Jahre wurde er von Begelman für Metro-Goldwyn-Mayer engagiert. Fields wurde Präsident der Produktionsabteilung und verließ 1984 seinen Posten wieder, um weiterhin als freier Produzent tätig sein zu können. Mit dem Drama Verbrecherische Herzen, welcher für drei Oscars nominiert wurde, und dem Kriegsfilm Glory, welcher zwei Auszeichnungen und zwei weitere Nominierungen bei der Oscarverleihung 1990 erhielt, hatte er zwei große Erfolge. Allerdings hatte er mit dem Drama Jackpot, welcher bei der Verleihung der Goldenen Himbeere 1986 eine Nominierung als Schlechtester Film erhielt, auch einen größeren Flop zu verzeichnen.
Fields war insgesamt viermal verheiratet. Seine erste Ehe mit der Schauspielerin Edith Fellows hielt von 1946 bis 1955. Die gemeinsame Tochter Kathy Fields arbeitete in den 1970er-Jahren als Fotografin beim Film. Mit der Schauspielerin Polly Bergen war er von 1957 bis 1973 verheiratet, wobei sie zwei gemeinsame Kinder bekamen. Ein Jahr hielt die dritte Ehe mit der Schauspielerin Cherie Latimer. Von 1981 bis zu seinem Tod blieb er mit dem ehemaligen griechischen Model Corinna Tsopei, der Miss Universe 1964, verheiratet.
Am 11. Dezember 2007 starb Fields im Alter von 84 Jahren an den Folgen seiner Lungenkrebserkrankung in seinem Anwesen in Beverly Hills. Seine Ehefrau verkaufte drei Jahre später das gemeinsame Haus für 6,3 Mio. US-Dollar.

## Filmografie (Auswahl)
- 1976: Eine Frau sieht rot (Lipstick)
- 1977: Auf der Suche nach Mr. Goodbar (Looking for Mr. Goodbar)
- 1977: Flotte Sprüche auf Kanal 9 (Handle with Care)
- 1980: Ein Mann für gewisse Stunden (American Gigolo)
- 1980: Oh, Moses! (Wholly Moses!)
- 1981: Flucht oder Sieg (Escape to Victory)
- 1985: Jackpot (Fever Pitch)
- 1986: Poltergeist II – Die andere Seite (Poltergeist II: The Other Side)
- 1986: Verbrecherische Herzen (Crimes of the Heart)
- 1989: Glory
- 1989: Millennium – Die 4. Dimension (Millennium)